# Аріобарзан (сатрап)
Аріобарзан I Кіос (д/н — 363 до н. е.) — державний та військовий діяч Перської держави часів Ахеменідів.

## Життєпис
Син Мітрідата I Кійського, засновника роду Мітрідатідів. Деякі дослідники розглядають Аріобарзана як сина Фарнабаза II, сатрапа Геллеспонтської Фригії. Втім напевніше Аріобарзан був сином доньки або чоловіком доньки Фарнабаза II. Про дату народження нічого невідомо.
Вважається, що саме Аріобарзан у 407 році до н. е. був царським посланцемдо Афін і Спарти, намагаючись влаштувати мир між ними. У 405 році до н. е. супроводжував афінських посланців до рідного міста Кіос, де їх було затримано за наказом Кіра Молодшого.
У 388 році до н. е. після позбавлення посади Фарнабаза II призначається новим сатрапом Геллеспонтської Фригії. Того ж року розпочав перемовини зі спартанським діячем Анталкідом. 387 року до н. е. сприяв укладанню миру між Спартою і Афінами, який був на користь Персії.
У 368 році до н. е. разом з Філіском Адібоським очолив перське посольство до Афін і Дельф. Метою було укладання загальноеллінського миру, де перського царя було б визнано арбітром. Проте це невдалося через протидію Фів. Того ж року Аріобарзан отримав разом з сином афінське громадянство. Аріобарзан продовжував співпрацю зі спартанцями і афінянами.
У 366 році до н. е. приєднався до великого повстання сатрапів проти царя Артаксеркса II. Він витримав облогу в місті Адрамітій від військ Мавсола, сатрапа Карії, і Автофрадата, сатрапа Лідії. На допомогу Аріобарзану прийшов спартанський цар Агесілай II.
У 363 році до н. е. внаслідок поразок інших сатрапів Аріобарзана зрадив син Мітрідат. За різними версіями Аріобарзана було вбито або видано перському царю, який наказав сатрапа розп'яти. Новим сатрапом Геллеспонтської Фригії поставлено Артабаз II.